# Repki (gromada)
Repki – dawna gromada (najmniejsza jednostka podziału terytorialnego Polskiej Rzeczypospolitej Ludowej w latach 1954–72) z siedzibą GRN w Repkach.
Gromady, z gromadzkimi radami narodowymi (GRN) jako organami władzy najniższego stopnia na wsi, funkcjonowały od reformy reorganizującej administrację wiejską przeprowadzonej jesienią 1954 do momentu ich zniesienia z dniem 1 stycznia 1973, tym samym wypierając organizację gminną w latach 1954–1972.
Gromadę Repki z siedzibą GRN w Repkach utworzono – jako jedną z 8759 gromad na terenie Polski – w powiecie sokołowskim w woj. warszawskim, na mocy uchwały nr VI/10/21/54 WRN w Warszawie z dnia 5 października 1954. W skład jednostki weszły obszary dotychczasowych gromad Baczki, Mołomotki (z wyłączeniem wsi Mołomotki), Repki, Szkopy, Wierzbice Górne i Żółkwy ze zniesionej gminy Repki oraz obszary dotychczasowych gromad Borychów, Remiszew Duży, Skorupki i Zawady ze zniesionej gminy Wyrozęby w tymże powiecie. Dla gromady ustalono 20 członków gromadzkiej rady narodowej.
31 grudnia 1959 do gromady Repki przyłączono obszar zniesionej gromady Rogów oraz wsie Krasnodęby-Kasmy, Krasnodęby-Sypytki i Krasnodęby-Rafały ze znoszonej gromady Kożuchów w tymże powiecie.
31 grudnia 1961 do gromady Repki włączono wsie Kanabrut i Szymanówka ze zniesionej gromady Czekanów w tymże powiecie.
Gromada przetrwała do końca 1972 roku, czyli do kolejnej reformy gminnej. 1 stycznia 1973 w powiecie sokołowskim reaktywowano gminę Repki.